# Унецький район
Унецький муніципальний район — адміністративна одиниця в центральній частині Брянської області Росії.
Адміністративний центр — місто Унеча.

## Географія
Площа району — 1130 км². Основні річки — Унеча.

## Історія
5 липня 1944 року Указом Президії Верховної Ради СРСР була утворена Брянська область, до складу якої, поряд з іншими, був включений і Унецький район.

## Демографія
Населення району становить 41 011 тис. чоловік, у тому числі в міських умовах проживають близько 28 тис. Усього налічується 110 населених пунктів.